# 公有財産
公有財産（こうゆうざいさん）とは、地方公共団体の所有に属する財産をいい、地方自治法（昭和22年4月17日法律第67号）238条に規定されている。
以下、地方自治法の条文については、条数のみ記載する。

## 公有財産の種類
238条1項は、公有財産について以下のものを規定する。ただし、基金に属するものは除く。
- 不動産
- 船舶、浮標、浮桟橋及び浮ドック並びに航空機
- 上記に掲げる不動産及び動産の従物
- 地上権、地役権、鉱業権その他これらに準ずる権利
- 特許権、著作権、商標権、実用新案権その他これらに準ずる権利
- 株式、社債（特別の法律により設立された法人の発行する債券に表示されるべき権利を含み、短期社債等を除く。）、地方債及び国債その他これらに準ずる権利
- 出資による権利
- 不動産の信託の受益権

## 公有財産の分類
上記の公有財産は次の2種類に分類される（238条3項、4項）。
行政財産
地方公共団体において公用または公共用に供し、又は供することと決定した財産のことをいう。
普通財産
行政財産以外の一切の公有財産のことをいう。

## 地方公共団体の長の権限
公有財産の取得又は管理については、地方公共団体の長が総合的に調整する権限を有する（238条の2）。

## 職員の行為の制限
公有財産に関する事務に従事する職員は、その取扱いに係る公有財産を譲り受け、又は自己の所有物と交換することができず、これに違反する行為は無効とされる（238条の3）。

## 行政財産の管理及び処分
行政財産は、次項に定めるものを除くほか、これを貸し付け、交換し、売り払い、譲与し、出資の目的とし、若しくは信託し、又はこれに私権を設定することができず、これに違反する行為は、これを無効とする（238条の4第1項、第3項）。
行政財産である土地は、その用途又は目的を妨げない限度において、国、他の地方公共団体その他政令で定めるものに対し、政令で定める用途に供させるため、政令で定めるところにより、これを貸し付け、又はこれに地上権を設定することができる。この場合においては、地方自治法第238条の5第3項及び第4項（普通財産の貸付の規定）を準用する（238条の4第4 - 5項）。
行政財産は、その用途又は目的を妨げない限度においてその使用を許可することができるが、この許可を受けてする行政財産の使用については、借地借家法（平成3年法律第90号）の規定は、これを適用しない。なお、行政財産の使用を許可した場合において、公用若しくは公共用に供するため必要を生じたとき、又は許可の条件に違反する行為があると認めるときは、普通地方公共団体の長又は委員会は、その許可を取り消すことができる。（238条の4第7 - 8項）
判例
- 損害賠償請求事件（最高裁判例 平成18年02月07日）
公立学校の学校施設の目的外使用を許可するか否かは、原則として、管理者の裁量にゆだねられており、学校教育上支障がない場合であっても、行政財産である学校施設の目的及び用途と当該使用の目的、態様等との関係に配慮した合理的な裁量判断により許可をしないこともできる。

## 普通財産の管理及び処分
普通財産は、これを貸し付け、交換し、売り払い、譲与し、若しくは出資の目的とし、又はこれに私権を設定することができる。また、普通財産である土地（その土地の定着物を含む）は、当該普通地方公共団体を受益者として政令で定める信託の目的により、これを信託することができる（238条の5第1項、第2項）。
普通財産を貸し付けた場合において、その貸付期間中に国、地方公共団体その他公共団体において公用又は公共用に供するため必要を生じたときは、普通地方公共団体の長は、その契約を解除することができるが、契約を解除した場合において、借受人は、これによつて生じた損失につきその補償を求めることができる（238条の5第3項、第4項）。
普通地方公共団体の長が一定の用途並びにその用途に供しなければならない期日及び期間を指定して普通財産を貸し付けた場合（売り払い、譲与する場合も含む）において、借受人（買受人、譲受人）が指定された期日を経過してもなおこれをその用途に供せず、又はこれをその用途に供した後指定された期間内にその用途を廃止したとき（契約を履行しないとき）は、当該普通地方公共団体の長は、その契約を解除することができる（第238条の5第5項、第7項）。

## 旧慣による公有財産の使用
旧来の慣行により市町村の住民中特に公有財産を使用する権利を有する者があるときは、その旧慣による(旧慣使用権)。その旧慣を変更し、又は廃止しようとするときは、市町村の議会の議決を経なければならない。また、公有財産をあらたに使用しようとする者があるときは、市町村長は、議会の議決を経て、これを許可することができる（238条の6）。

## 不服申立て
行政財産を使用する権利に関する処分についての不服申立てについては、238条の7で規定されている。
- 238条の4の規定により普通地方公共団体の長がした行政財産を使用する権利に関する処分に不服がある者は、都道府県知事がした処分については総務大臣、市町村長がした処分については都道府県知事に審査請求をすることができる。この場合においては、異議申立てをすることもできる。
- 238条の4の規定により普通地方公共団体の委員会がした行政財産を使用する権利に関する処分に不服がある者は、当該普通地方公共団体の長に審査請求をすることができる。
- 238条の4の規定により普通地方公共団体の長及び委員会以外の機関がした行政財産を使用する権利に関する処分についての審査請求は、普通地方公共団体の長が処分庁の直近上級行政庁でない場合においても、当該普通地方公共団体の長に対してするものとする。
- 普通地方公共団体の長は、行政財産を使用する権利に関する処分についての異議申立て又は審査請求（238条の7第1項に規定する審査請求を除く。）があつたときは、議会に諮問してこれを決定しなければならない。
- 議会は、前項の規定による諮問があつた日から20日以内に意見を述べなければならない。
- 行政財産を使用する権利に関する処分についての審査請求（238条の7第1項に規定する審査請求を除く。）に対する裁決に不服がある者は、都道府県知事がした裁決については総務大臣、市町村長がした裁決については都道府県知事に再審査請求をすることができる。

## 公有財産を巡る問題
公有財産のうち、主に公有地を巡っては、遊休地の活用を図るため、土地信託制度を利用するケースが見られるが、これが元となって、金融機関などとの間で係争が起こることも往々にしてある。

### 事例
- 兵庫県が、県有地内で「土地信託」の制度を利用して、運動施設などを建設させたが、この際、委託先の信託銀行2行（住友信託銀行・三菱UFJ信託銀行）が、整備費などについて別の銀行から約78億7,800万円の借り入れを行った上で返済し、その分の支払いを兵庫県に求める訴訟を神戸地裁に提起。一審は銀行側敗訴だったが、二審の大阪高裁は兵庫県に支払いを命じる逆転判決を言い渡し、最高裁は2011年11月17日に、「県は2行との間で損失処理方法を協議した場に於いても補償は否定せず、また、複数回に亘り損失補償契約を結ぶことで資金調達を支援した」と指摘し、また、信託法の規定が適用されないとの両行との間での合意も成立していなかったとして、同県の上告を棄却し、同県の敗訴が確定した[1]。